# Xiji, Peking
Xiji (kinesiska: 西集, 西集镇) är en köping i Kina. Den ligger i Tongzhou  i storstadsområdet Peking, i den norra delen av landet, omkring 42 kilometer öster om stadskärnan. Antalet invånare är 43 244. Befolkningen består av 21 101 kvinnor och 22 143 män. Barn under 15 år utgör 7,0 %, vuxna 15-64 år 79 %, och äldre över 65 år 12,0 %.